# Monarchs d'Old Dominion
Les Monarchs d'Old Dominion ou Lady Monarchs d'Old Dominion sont un club omnisports universitaire de l'université Old Dominion.
Les équipes sportives des Monarchs participent aux compétitions universitaires organisées par la National Collegiate Athletic Association (NCAA) au sein de sa Division I. Elles sont membres de la Sun Belt Conference.
Le programme de football américain est membre de la Division Est de la Sun Belt Conference et évolue au sein de la NCAA Division I Football Bowl Subdivision (FBS).

## Sports représentés
Les Monarchs d'Old Dominion comptent dix-huit (18) programmes sportifs : 
| Hommes (8)         | Femmes (10)       |
| ------------------ | ----------------- |
| Baseball           | Aviron            |
| Basketball         | Basketball        |
| Football (soccer)  | Football (soccer) |
| Football américain |                   |
| Golf               | Golf              |
|                    | Lacrosse          |
| Natation           | Natation          |
|                    | Softball          |
| Tennis             | Tennis            |
| Voile              | Voile             |
|                    | Volley-ball       |

### Basket-ball

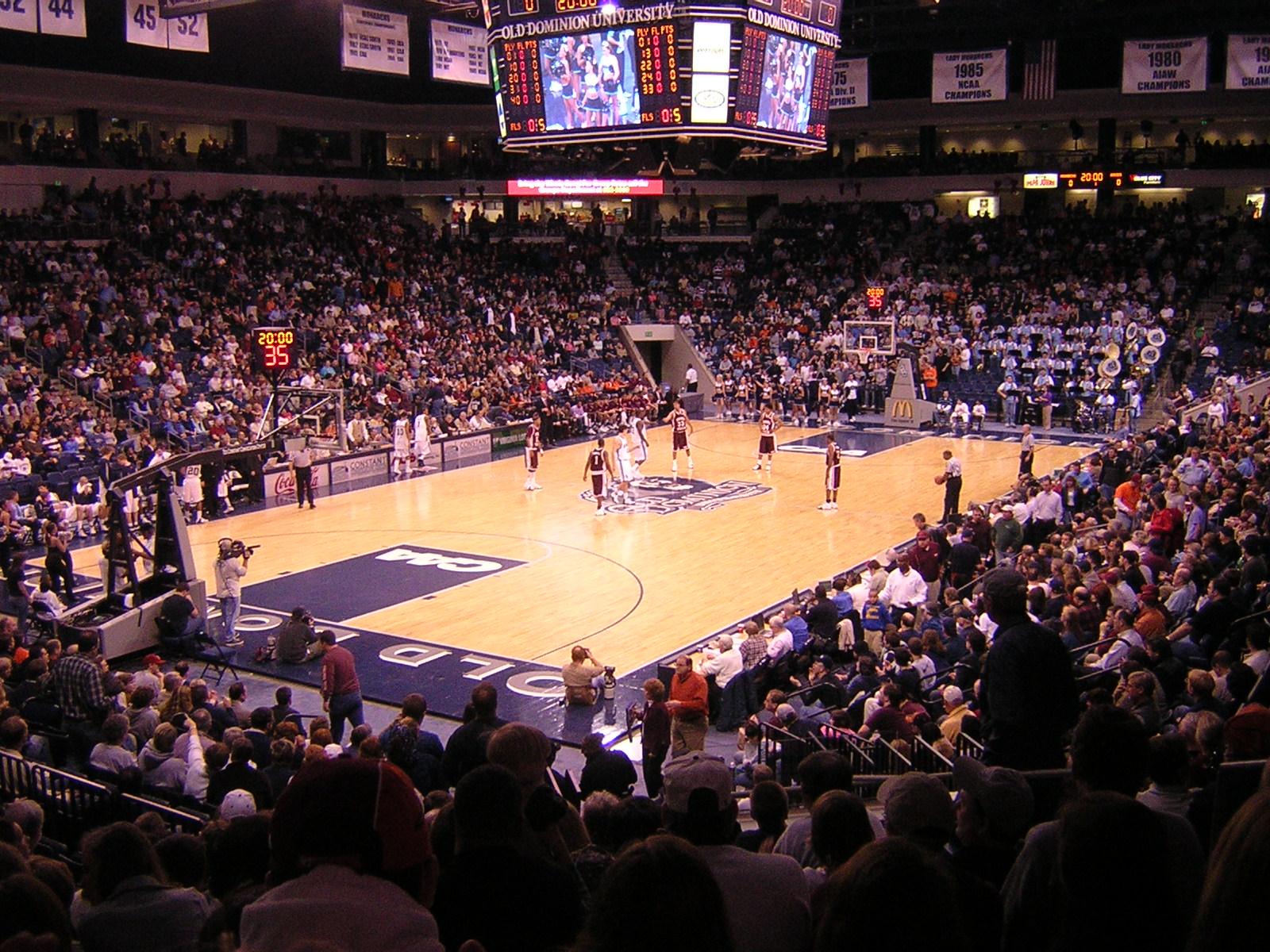
Chartway Arena

Les équipes de basketball jouent leurs matchs à domicile dans la Chartway Arena d'une capacité de 9 520 places située à Norfolk.

#### Équipe féminine
Les Lady Monarchs ont commencé à jouer en 1969 dans l'Association for Intercollegiate Athletics for Women (AIAW) où elle remportent le titre national en 1979 et 1980. La joueuse majeure de l'équipe de cette époque était Nancy Lieberman, médaillée d'argent aux Jeux olympiques d'été de 1976 à Montréal et championne du monde en 1979 avec l'équipe nationale des États-Unis.
Palmarès des Lady Monarchs en NCAA Division I (depuis 1982) :
- Championnes nationales en 1985[3] ;
- Finaliste en 1997 ;
- Demi-finaliste (Final Four) en 1983[4], 1985, 1997[5] ;
- Quart de finaliste (Elite Eight) en 1983, 1984, 1985, 1997, 2002 ;
- Huitième de finale (Sweet Sixteen) en 1982, 1983, 1984, 1985, 1987, 1996, 1997, 1998, 1999, 2000, 2002, 2008 ;
- Apparitions (éliminées eu premier tour - 32e de finale) en 1982, 1983, 1984, 1985, 1987, 1988, 1989, 1990, 1992, 1993, 1994, 1995, 1996, 1997, 1998, 1999, 2000, 2001, 2002, 2003, 2004, 2005, 2006, 2007, 2008.

#### Équipe masculine
Affiliation avec les conférences :
- Indépendants : 1930 - 1978 ;
- Colonial Athletic Conference : 1979 - 1981
- Sun Belt Conference : 1982 - 1990 ;
- Colonial Athletic Association : 1991 - 2013 ;
- Conference USA : depuis 2014

Les Monarchs ont participé au tournoi final de la NCAA Division I
- en 1986, 1995 et 2010 (éliminés en 16e de finale) ;
- en 1980, 1982, 1985, 1986, 1992, 1995, 1997, 2005, 2007, 2010, 2011 et 2019 (éliminés en 32e de finale).

Ils ont été champions de leur conférence en 1969, 1980, 1982, 1992, 1995, 1997, 2005, 2010, 2011 et 2019 ainsi que champions de la saison régulière de leur conférence en 1986, 1994, 1995, 1997, 2005, 2010 et 2019.
Lorsqu'ils étaient en NCAA Division II, ils ont remporté le titre de champion en 1975 et participe à trois Final Four en 1971, 1975 et 1976.

### Football américain
Le programme de football américain d'Ood Dominium joue ses matchs à domicile au S.B. Ballard Stadium (en) de Norfolk d'une capacité de 21 944 places.
Depuis 2022, il est membre de la Division East de la Sun Belt Conference et participe au championnat de la NCAA Division I FCS.

#### Affiliations
Les Monarchs ont été membres des conférences suivantes :
- Indépendants (NCAA Division I, 1930–1940) ;
- Pas de programme de football américain entre 1941 et 2008 ;
- Indépendants (NCAA Division I FCS, 2009–2010, 2013) ;
- Colonial Athletic Association (NCAA Divion I FCS, 2011–2012) ;
- Conference USA (NCAA Division I FBS, 2014–2022) ;
- Sun Belt Conference (NCAA Division I FBS, depuis 2022).

#### Palmares
Le programme ne compte aucun titre de champion national.
Il a participé aux séries éliminatoires de la NCAA Div. I FCS à deux reprises (en 2011 et 2012) mais a chaque fois été éliminé lors du deuxième tour.
Les Monarchs ont remporté le titre de champion de la Division East de la Conference USA en 2016 à égalité avec Western Kentucky. Ils n'ont cependant pas joué la finale de conférence, Western Kentucky les ayant battus au cours de la saison régulière.

#### Bowls
Les Monarchs ont participé à trois bowls de la NCAA Division I FBS (1-2) : 
| Saison | Bowl                      | Adversaire                      | Résultat | Entraîneur        | Bilan |
| ------ | ------------------------- | ------------------------------- | -------- | ----------------- | ----- |
| 2016   | Bahamas Bowl 2016         | Eagles d'Eastern Michigan       | G, 24–20 | Bobby Wilder (en) | 10-3  |
| 2021   | Myrtle Beach Bowl 2021    | Golden Hurricane de Tulsa       | P, 17–30 | Ricky Rahne (en)  | 06-7  |
| 2023   | Famous Toastery Bowl 2023 | Hilltoppers de Western Kentucky | P, 35-38 | Ricky Rahne (en)  | 06-7  |

#### Récompenses
| Saison         | Nom                  | Poste |
| -------------- | -------------------- | ----- |
| 2009           | Jonathan Plisco      | P     |
| 2009           | Dustin Phillips      | LS    |
| 2011           | Jonathan Plisco      | P     |
| Ronnie Cameron | DL                   |       |
| 2012           | Taylor Heinicke      | QB    |
| 2012           | Jonathan Plisco      | P     |
| 2012           | Chris Burnette       | DT    |
| 2012           | Nick Mayers          | WR    |
| 2012           | Rick Lovato          | LS    |
| 2022           | Jason Henderson (en) | LB    |
| 2023           | Jason Henderson      | LB    |

| Trophées nationaux - Walter Payton Award Meilleur joueur offensif de la FCS QB Taylor Heinicke – 2012 - Meilleur joueur de la saison en FCS QB Taylor Heinicke – 2012 - Dudley Award Meilleur joueur universitaire de Virginie QB Taylor Heinicke – 2012 | Trophées de conférence - Meilleur joueur offensif de la saison QB Taylor Heinicke – 2012 CAA - Meilleur joueur défensif de la saison DT Ronnie Cameron (en) – 2011 CAA - Meilleur joueur Freshman de la saison RB Ray Lawry – 2014 C-USA |  |

Source: Old Dominion Athletics, The Sports Network

## Rivalités

### James Madison
Le 26 octobre 2022, les Monarchs d'Old Dominion et les Dukes de James Madison, des rivaux situés dans le même État de la Virgine et membres depuis 2022 de la Sun Belt Conference, annoncent que leurs matchs de rivalité portera le surnom de « Royal Rivalry ». Toutes les rencontres sportives entre les deux universités seront prises en compte et l'université ayant obtenu le plus de points (selon un système prédéfini) conserve un trophée pendant une saison.
Le programme de football américain de James Madison a remporté 3 matchs de rivalité pour 2 à Old Dominion, les deux victoires d'Old Dominium ayant été obtenues à l'époque où ils étaient membres de la Colonial Athletic Association Football Conference (en).
James Madison a remporté 35 à 32 la dernière rencontre ayant eu lieu le 16 novembre 2024.

### William & Mary
La rivalité avec le Tribe de William & Mary (en) a duré trois saisons avant qu'Old Dominium ne commencent son processus de transfert vers la FBS en 2013.
Les matchs de football américain entre les deux universités membres de la Colonial Athletic Conference étaient appelés « Battle for the Silver Mace » (bataille pour la masse en argent), le gagnant recevant une réplique de la « Norfolk Mass » exposée au Chrysler Museum of Art.
Old Dominium a remporté deux matchs (en 2010 et 2011) tandis que Tribe de William & Mary a remporté celui de 2012.

### Norfolk State
Les universités rivales (en) sont toutes deux situées à Norfolk.
Les Spartans de Norfolk State, membres de la Mid-Eastern Athletic Conference en NCAA Division I FCS, ont perdu les quatre rencontres de football américain disputées contre les Monarchs en 2011, 2013, 2015 et 2019. Le prochain match est prévu en 2029.
Les programmes de baseball se rencontrent très régulièrement depuis 1979, Old Dominium menant les statistiques 40-9 après la saison 2022.